# Gammel Brattingsborg
Gammel Brattingsborg eller Gl. Brattingsborg er et voldsted og tidligere kongelig borg nær Tranebjerg på Samsø i Danmark. Borgen deler navn med Brattingsborg Gods, og borgen omtales derfor som Gammel Brattingsborg for at undgå forvirring. Borgen blev opført i 1100-tallet og blev ødelagt i 1289.

## Historie
Brattingsborg blev opført på et tidspunkt i 1110-tallet, men blev ødelagt og brændt ned af marsk Stig Andersen Hvide i 1289. Efter dette besluttede kronen at opføre en ny bog frem for at genopføre Brattingsborg, og Vesborg blev derfor anlagt på Samsøes sydvestlige spids.
De eneste rester af Brattingsborg er jordvoldene samt resten af den dobbelte voldgrav og lidt af fundamentet.
Der blev foretaget arkæologiske udgravninger af borgbanken af Nationalmuseet og Moesgaard Museum i 2008, som en del af et større projekt, der omhandlede alle Samsøs fem middelalderborge. Udgravningerne afslørede resterne af en tidligere kirke, der var omkring 25 m lang og 8,5 m bred, inden for borgens mure. Kirken blev tilsyneladende brændt under angrebet i 1289, men har været brugt i noget tid efter, indtil den blev erstattet af Tranebjerg Kirke ca. 100 m derfra. Der var tegn på en endnu ældre trækirke på stedet, og der blev også fundet tegn på menneskelig aktivitet på stedet helt tilbage fra bronzealderen.